# Bielotkowate

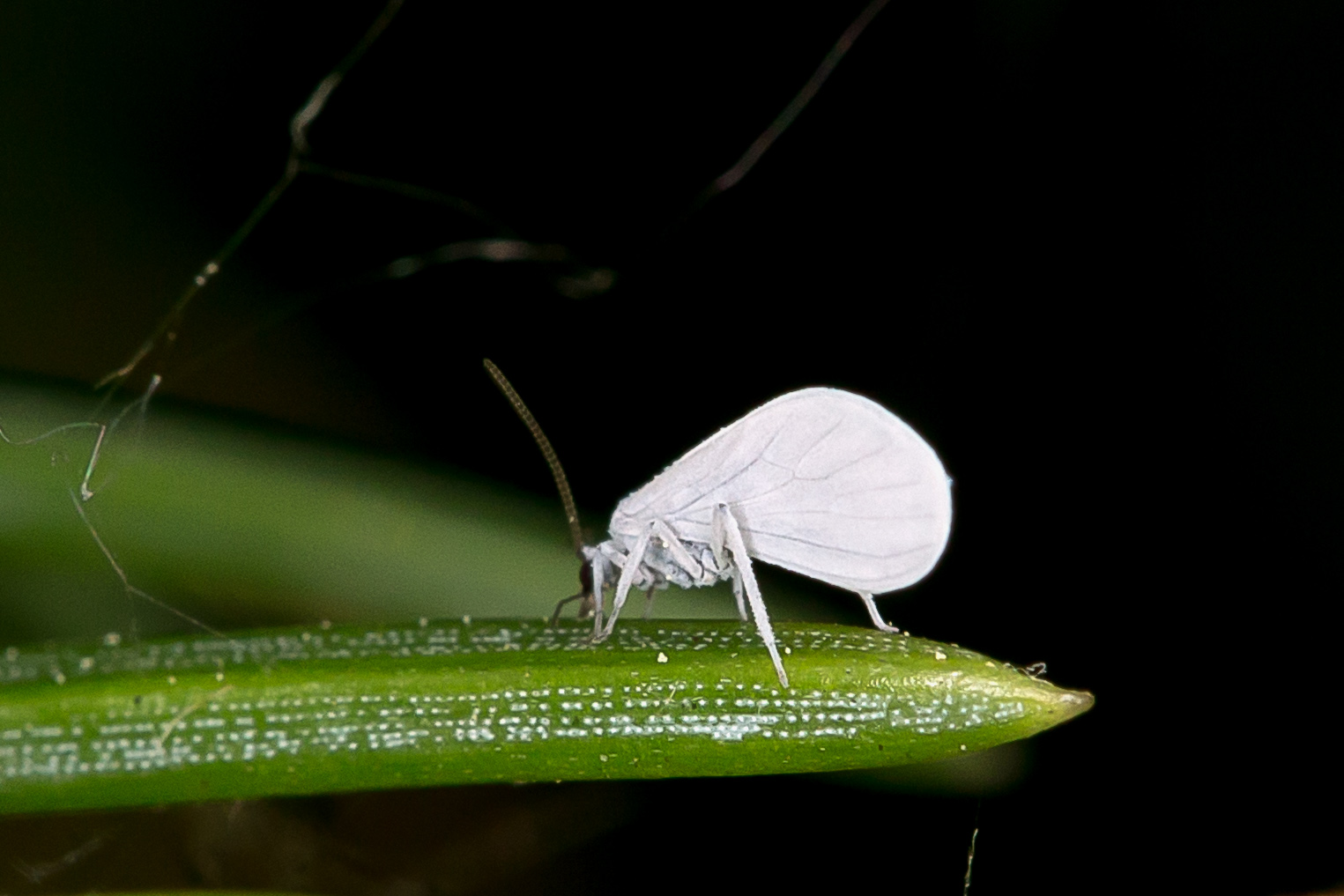
Coniopterygidae sp.

Bielotkowate (Coniopterygidae) – rodzina owadów z rzędu sieciarek (Neuroptera) o ciele pokrytym białym lub szarawym, woskowym nalotem, co upodabnia je do dorosłych mączlików (Aleyrodidae). Wśród sieciarek wyróżniają się też niewielkimi rozmiarami. Należą do nich najmniejsi przedstawiciele rzędu. Długość przednich skrzydeł wynosi od 1 do 5 mm. Bielotkowate są taksonem siostrzanym okudlicowatych (Sisyridae).
Do lat 70. XX wieku owady te pozostawały słabo poznane. Uważano je za rzadkie. Od tamtej pory liczba poznanych gatunków podwoiła się i stale rośnie, a bielotki okazały się być sieciarkami szeroko rozprzestrzenionymi i lokalnie występującymi w licznych populacjach.
Rodzina obejmuje około 500 gatunków o różnym zasięgu występowania. Są wśród nich gatunki szeroko rozprzestrzenione po świecie – występujące na wszystkich kontynentach (poza Antarktydą) i na wielu oceanicznych wyspach – oraz takie, których zasięg jest ograniczony do niewielkich obszarów. W Europie występuje ich blisko 50. Do fauny Polski zaliczono 12 gatunków. Skład gatunkowy i rozmieszczenie bielotkowatych na obszarze Polski jest słabo poznane.
Występują głównie w środowiskach leśnych, wśród drzew i krzewów (rzadziej wśród roślin zielnych), czasem w biocenozach pochodzenia antropogenicznego, rzadko na terenach otwartych.
Dorosłe osobniki mają ciało i skrzydła pokryte woskowym nalotem białej lub szarawej barwy wytwarzanym przez gruczoły znajdujące się na głowie, tułowiu i odwłoku. Wydzielina tych gruczołów jest rozprowadzana przez owada na całe ciało, głównie przy pomocy tylnych odnóży. Kolejną cechą charakterystyczną dla rodziny bielotek jest silnie zredukowane użyłkowanie skrzydła.
Larwy wszystkich bielotek są drapieżne. Wśród imagines drapieżnictwo jest powszechne, ale mogą one uzupełniać dietę pokarmem pochodzenia roślinnego, zwłaszcza spadzią. Do najczęściej zjadanych stawonogów należą roztocze, czerwce, mszyce i filoksery.
Rodzaje zaliczane do tej rodziny grupowane są w podrodzinach:
- Aleuropteryginae,
- Brucheiserinae,
- Coniopteryginae.